# Cavo elettrico

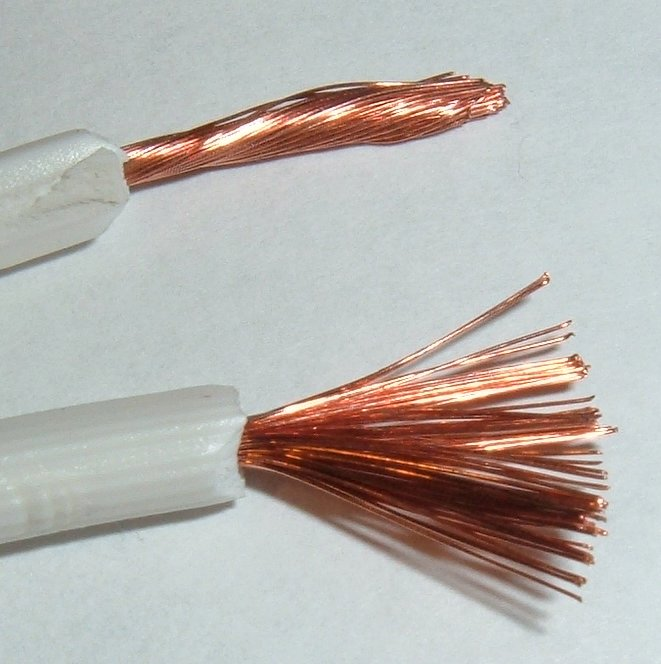
Due cavi elettrici in rame unipolare e multifilare a cui è stata rimossa la guaina protettiva nella parte terminale

Un cavo elettrico è un componente elettrico che consiste in un insieme di più fili che agiscono come conduttori elettrici, avvolti tra di loro e rivestiti da uno o più strati di materiale che funge da isolante elettrico e protezione (guaina).
Ampiamente utilizzato nel campo dell'elettrotecnica, dell'elettronica e nelle telecomunicazioni, la sua funzione è la trasmissione di corrente elettrica (per esempio negli impianti elettrici o reti elettriche) o scambio di dati e informazioni a distanza. L'insieme dei collegamenti in cavo di una certa infrastruttura di rete elettrica o di un impianto in cavo, nonché l'operazione stessa di posa e interallacciamento, è detto "cablaggio". 

## Caratteristiche

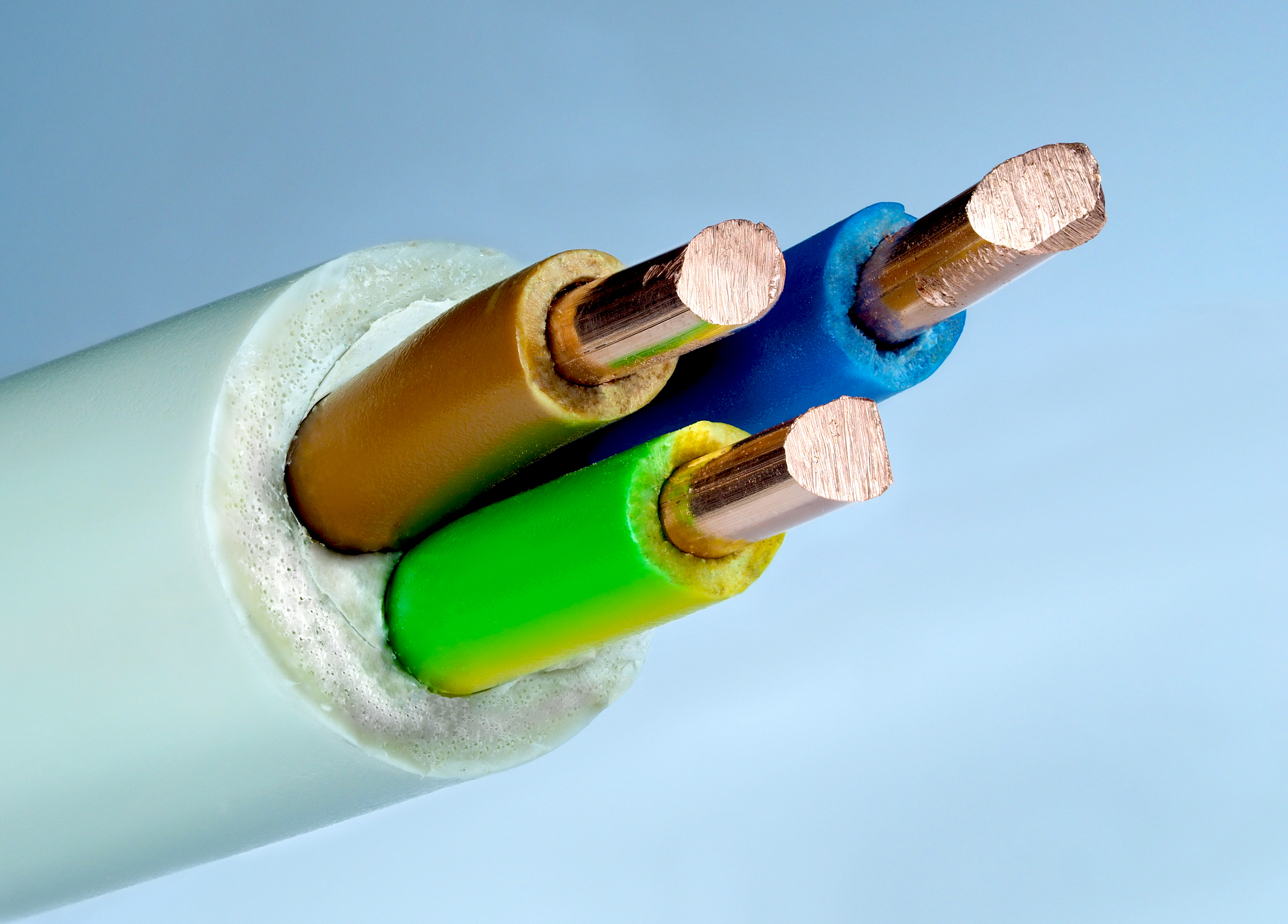
Cavo elettrico con 3 fili conduttori rigidi in rame.

Cavi elettrici bimetallici (in rame e alluminio).

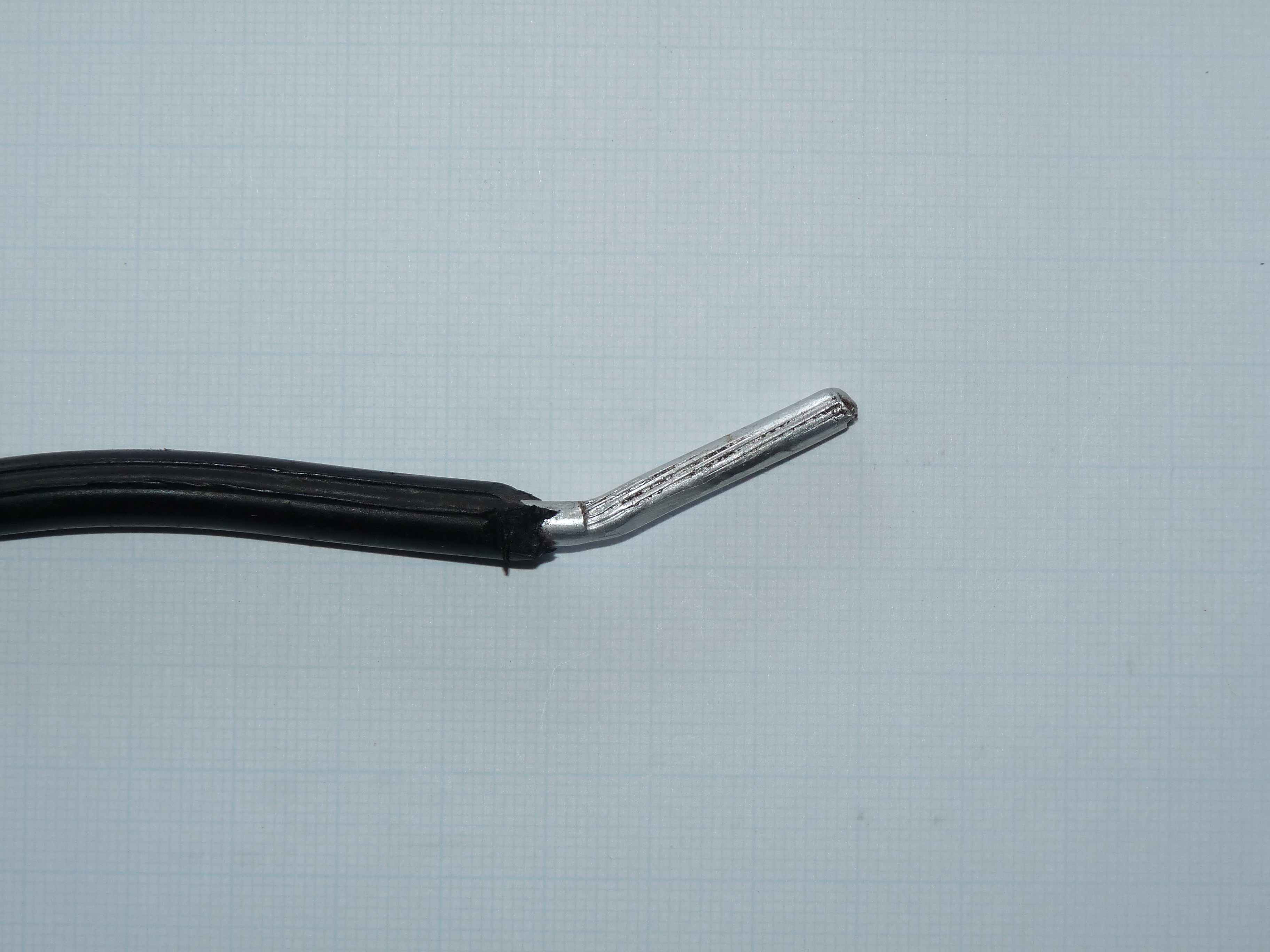
Cavo elettrico in alluminio unipolare e monofilare (rigido)

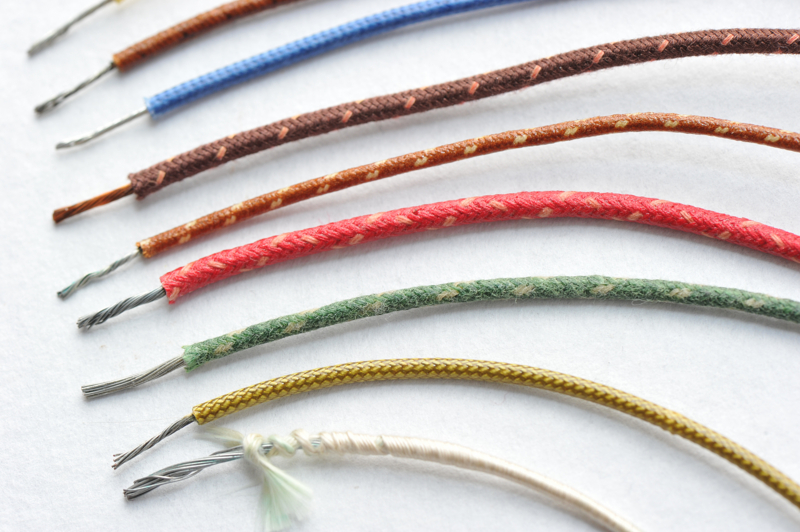
Cavi elettrici con strato isolante in tessuto.

In quasi tutti i cavi elettrici si impiegano metalli con una resistività elettrica molto bassa (per esempio rame o alluminio) per i fili conduttori. Questi ultimi hanno sezione variabile a seconda della portata di corrente e a seconda che sia richiesta una maggiore resistenza alle sollecitazioni meccaniche, o una maggiore flessibilità; possono inoltre essere intrecciati a spirale, appiattiti o sagomati.
I cavi sono manufatti sviluppati essenzialmente in lunghezza, usati per collegare due punti al fine di trasferire dall'uno all'altro correnti elettriche di grande intensità nel caso di trasferimento di energia elettrica o di piccola intensità nel caso di trasferimento di segnali elettrici che per la loro stessa natura sono idonei a trasmettere informazioni. Nel primo caso si parla di cavi energia, nel secondo di cavi per telecomunicazioni.

## Modalità di posa
In base al sistema di posa i cavi generalmente sono classificati in:
- cavi aerei: sono posati mediante appositi sostegni su palificazioni in legno, in calcestruzzo o metalliche (es tralicci);
- cavi terrestri: sono interrati direttamente o entro tubazioni interrate o appositi cunicoli interrati a una profondità dal suolo tale da tenerli sufficientemente protetti dalle azioni che si possono compiere inavvertitamente in superficie;
- cavi sottomarini: sono distesi sul fondo del mare, dei laghi o dei corsi d'acqua, dopo aver eventualmente predisposto un corridoio privo di particolari asperità nel quale il cavo potrebbe essere soggetto a sollecitazioni particolari (come l'azione di strappo ad opera di un'ancora strisciante sul fondo); si procede, quindi, a ricoprirli con opportuni strati protettivi.

Esiste poi una categoria intermedia di cavi detti cavi di comando e segnalazione, usati per trasmettere informazioni insieme ad energia elettrica atta ad attivare i dispositivi cui sono collegati.
Infine, quando i cavi di cui sopra sono oggetto di specifiche soluzioni al fine di conferire loro caratteristiche particolari, quali ad esempio l'operabilità anche in situazioni ambientali particolarmente aggressive, vengono detti "cavi speciali".
I cavi si dicono "armati" se, oltre all'involucro protettivo esterno di cui sono normalmente dotati, vengono ulteriormente protetti applicando su di essi tubi di piombo o di alluminio o nastri/fili di ferro/acciaio avvolti ad elica e opportunamente trattati per proteggerli dalla corrosione.

## Cavi per l'energia
I cavi per l'energia sono costituiti da uno o più elementi detti anime. In base al numero di anime vengono detti: unipolari, bipolari, tripolari, quadripolari ecc. e il loro numero è determinato dal particolare sistema elettrico di cui fanno parte. Ciascuna anima è costituita da un conduttore (di rame, di alluminio o sue leghe) ricoperto da un isolante. La sezione del conduttore è funzione della corrente elettrica con cui viene trasmessa l'energia elettrica.
Quanto più è grande la sezione del conduttore, tanto più è difficoltosa la movimentazione del cavo durante la sua posa e l'utilizzo. Quando è necessario migliorarne la flessibilità, il conduttore viene realizzato invece che con un filo unico o con pochi fili di grossa sezione cordati tra loro (conduttore rigido), da tanti fili sottili cordati tra loro (conduttore flessibile). Quanto più i singoli fili sono sottili tanto più l'anima risulta maneggevole. Per ogni sezione e formato del conduttore (numero e sezione dei singoli fili) di un determinato tipo di cavo, viene fissato dal costruttore il raggio minimo di curvatura sotto cui non bisogna scendere durante la posa o l'utilizzo del cavo stesso per non comprometterne l'integrità.
L'isolante può essere costituito da materiale tessile, carta (per lo più impregnata da particolari oli isolanti), gomma, mescole a base di PVC, polietilene o altri speciali materiali sintetici. Lo spessore e le caratteristiche tecniche dell'isolante devono essere tali da garantire che i diversi conduttori non vengono mai in contatto tra loro e che, in base alle caratteristiche del materiale isolante usato, si trovino sufficientemente distanti affinché il diverso potenziale elettrico che esiste tra loro non dia origine a una scarica elettrica.

### Anime nude
Quando le anime non sono ricoperte da materiale isolante si dicono anime nude. Il materiale isolante che li tiene separati è costituito dall'aria interposta tra loro, in tal caso la loro posa può essere solo aerea. I loro supporti devono essere particolarmente isolanti da terra per evitare di disperdere al suolo l'energia elettrica, e la distanza tra loro e tra qualsiasi altro oggetto circostante deve essere garantita in ogni circostanza, tanto da non dare origine a scariche elettriche estremamente dannose per persone e cose.
La potenza elettrica (la quantità di energia elettrica trasmessa nell'unità di tempo) è funzione del prodotto della corrente elettrica che percorre i conduttori per la tensione esistente tra le anime. Durante la trasmissione ci sono perdite che dipendono essenzialmente dalla sezione del conduttore e dalla corrente. Dette perdite si estrinsecano in calore che alza la temperatura dei conduttori, indebolendo così la loro resistenza meccanica alle sollecitazioni di trazione e, oltre certi limiti, compromettendo le caratteristiche dielettriche dell'isolante (per anime non nude).
Per ogni sezione di conduttore, in base al materiale di cui è costituito il conduttore stesso e l'isolante, esiste un valore di corrente (portata massima di corrente) che non può essere superato, sia per limitare le perdite, sia per non indebolire la resistenza meccanica dell'anima (resistenza alle sollecitazioni di trazione), sia per non compromettere le capacità dielettriche dell'isolante. Per aumentare la potenza e quindi l'energia trasmessa non resta che aumentare la tensione; questo però impone l'aumento dell'isolamento e quindi la distanza tra i conduttori.
Al di là di certi valori di tensione, l'unica soluzione economicamente possibile è quella di cavi aerei costituiti da conduttori sostenuti da opportuni supporti ai tralicci. Il cavo in questo caso è costituito da una terna di conduttori facenti parte di un sistema elettrico. Più terne possono essere supportate da una stessa serie di tralicci, ai cui bracci sono appesi i vari conduttori. Per proteggere i conduttori e il sistema elettrico di cui fanno parte da scariche meteoriche, al di sopra dei conduttori e sorretto dalla stessa palificazione viene steso un conduttore messo a terra (fune di guardia) che funziona da parafulmine.
I conduttori (solitamente di alluminio) devono poter sopportare le sollecitazioni di tensione generate dal loro stesso peso, per il tratto collocato tra due supporti contigui, da eventuali pesi aggiuntivi (come blocchi di ghiaccio formatisi su di essi) e dalle sollecitazioni generate dal vento. Spesso data la distanza tra le tratte (dettata dalla orografia del terreno oltre che da motivi economici) dette sollecitazioni sono eccessive per un conduttore di semplice alluminio; in tal caso bisogna rinforzarlo opportunamente. La tecnica più usata è quella di sostituire tutti o alcuni dei fili del conduttore con analoghi fili di leghe di alluminio più resistenti dell'allumino stesso e/o di aggiungere fili di acciaio che sopportano meglio gli sforzi di trazione; in questi casi si parla di conduttore rinforzato.

### Anime isolate
I cavi interrati devono avere anime isolate anche quando fanno parte della rete di trasmissione e sono quindi cavi ad alta tensione. Detti cavi devono sopportare la stessa tensione della rete di cui fanno parte. La tecnologia per produrre questi cavi è sofisticata. Per evitare le scariche superficiali che a queste tensioni si possono verificare sulla superficie dell'isolante, tra il conduttore e l'isolante viene interposto uno strato di materiale semiconduttivo; altrettanto viene fatto tra la superficie esterna dell'isolante e gli strati sovrapposti. Questo viene realizzato con nastri di carta semiconduttiva avvolti ad elica o per estrusione contemporaneamente a quella dell'isolante in un ambiente assolutamente protetto da polvere o qualsiasi altro inquinante. Altrettanto sofisticata e costosa è la tecnologia per produrre e installare i prodotti accessori quali isolatori, giunti, terminali. L'uso di questi cavi è limitato a brevi tratte.
Quando la rete di trasmissione attraversa bracci di mare (ad esempio per alimentare le isole) o bacini lacustri o fluviali e non è possibile adoperare i conduttori aerei rinforzati (per la distanza dei sostegni o per motivi paesaggistici), bisogna ricorrere a cavi energia ad alta tensione sottomarini. Non solo i cavi ma anche la loro gestione diventa complessa e sofisticata. Bisogna adoperare gli isolanti più efficaci come carta e olio fluido, realizzati con nastri di carta purissima avvolti ad elica sopra al conduttore e impregnati di particolari oli trattati per togliere qualsiasi impurezza o bolle di aria, e/o tenere opportunamente bassa la temperatura dei conduttori facendo circolare al loro interno fluidi refrigeranti a temperatura controllata. La rete di distribuzione è essenzialmente costituita da cavi con anime isolate in gomma o polietilene reticolato, cordati e protetti da una guaina di PVC interrati nei centri abitati e sorretti da palificazioni in periferia. In quest'ultimo caso si diffonde sempre più l'uso di cavi con conduttori in alluminio isolati con polietilene reticolato avvolti a spirale visibile attorno a una fune di acciaio che provvede al loro sostentamento; così facendo la palificazione può essere più rada, perché la capacità di autosostentamento del cavo nella tratta tra due pali contigui è decisamente maggiore.
Dalle cabine di trasformazione ad ogni terna di cavi attestativi, si dipartono una serie di linee verso le utenze finali. Quando per una linea elettrica l'energia da trasmettere è tanta, per esempio perché ci sono tante utenze a basso consumo o poche utenze ma ad elevato consumo (e quindi occorrerebbe una elevata corrente se fatta a bassa tensione), per limitare le perdite si preferisce trasmettere a una tensione intermedia (media tensione). Si dovrà disporre quindi di un'altra serie di trasformatori (per ridiscendere a bassa tensione) collocati in prossimità di un gruppo più ristretto di utenze a basso consumo o direttamente presso l'utente finale ad alto consumo (come p.e. potrebbe essere un opificio industriale).
La rete che parte dal contatore (posto dall'ente elettrico alla fine della sua rete di distribuzione) e arriva alle "prese di corrente" per i punti luce o gli apparati da alimentare, viene detta rete interna ed è di proprietà dell'utente. L'alimentazione è a bassa tensione monofase/bifase per gli uffici e le abitazioni domestiche, trifase per quei macchinari che assorbono maggior potenza.
I cavi della rete interna sono per lo più con conduttori rigidi isolati con PVC (salvo ambienti particolari) sotto guaina di PVC; si usano conduttori flessibili quando la posa richiede raggi di curvatura più bassi. I tratti di cavo che vanno dalle prese di corrente agli apparecchi utilizzatori (a volte detti cordoni), per motivi di maneggevolezza sono cablati con conduttori flessibili. Nei casi in cui è necessario avere una maggiore resistenze alle fonti di calore, come per esempio nel collegamento di un ferro da stiro, i conduttori sono quasi sempre protetti da calze tessili (tubo sterlingato) o guaine siliconiche.

### Infrastruttura di rete
In un dato territorio la trasmissione di energia elettrica dai generatori alle utenze avviene attraverso una rete di cavi (rete elettrica). La parte che va dai generatori (generalmente lontani dai centri abitati) alle cabine di trasformazione in prossimità delle utenze, viene detta rete di trasmissione tipicamente ad alta e media tensione, quella che va dalle cabine di trasformazione alle utenze finali viene detta rete di distribuzione. L'interposizione di cabine di trasformazione tra le due reti è necessaria perché l'energia viene trasmessa ad alta tensione nella rete di trasmissione, a media tensione o a bassa tensione nella rete di distribuzione e il passaggio tra un sistema di tensione e un altro avviene proprio nelle cabine di trasformazione attraverso opportuni trasformatori.
La rete di trasmissione ad alta tensione è fatta in predominanza da cavi con anime nude sorrette da tralicci. Quando le cabine di trasformazione si trovano nei centri abitati o a ridosso di essi, per motivi di sicurezza e di esigenze paesaggistiche, anche i cavi di trasmissione devono essere interrati; in tal caso i cavi sono costituiti da conduttori rigidi isolati con gomma o polietilene reticolato.

## Cavi per telecomunicazioni
I cavi per telecomunicazioni servono a trasferire informazioni da una delle loro estremità all'altra; per informazioni si intende dati come numeri, parole, figure, grandezze elettriche/meccaniche/fisiche, suoni, rumori o immagini e video che viaggiano sotto forma di segnali. Queste informazioni per essere trasmesse devono essere prima trasformate in segnali elettrici mediante appropriati trasduttori, come per esempio scanner, computer o misuratori di grandezze.
Per facilitare la trasmissione durante il suo percorso, spesso il segnale elettrico viene opportunamente trattato mediante traslazione in frequenza (modulazione), oppure il suo livello, istante per istante, viene rappresentato con numeri binari (campionamento). Nel primo caso si parla di trasmissione analogica, nel secondo di trasmissione digitale. L'insieme di strade che percorre il segnale per raggiungere la sua meta finale, dove altri trasduttori (computer, stampanti, monitor, attuatori di segnali, altoparlanti, televisori, ecc.) provvedono a ricomporre l'informazione iniziale, viene detta rete di telecomunicazioni.
In una rete di telecomunicazioni il segnale elettrico può fluire lungo il cavo su due supporti tipici: la coppia (o doppino) o il cavo coassiale. Ogni segnale, durante il suo viaggio verso l'utente finale, subisce in generale tre effetti indesiderati: attenuazione, distorsione e interferenza. Non potendo eliminare del tutto i suddetti disturbi, la soluzione adottata per limitarli è quella di scegliere per ogni segnale il supporto o mezzo trasmissivo più idoneo in base alla gamma di frequenza (canale) occupata dal segnale e quello di costruire detto supporto con le dimensioni, gli accorgimenti e i componenti più opportuni.

### Cavi a coppie
La coppia è costituita da due anime avvolte tra loro con passo costante. Ciascuna anima è costituita da un conduttore di rame di qualche decimo di millimetro di diametro isolato con polietilene o PVC (salvo le coppie speciali); nei casi in cui occorre maggiore flessibilità la stessa sezione di rame è realizzata con fili più sottili e cordati assieme.
Più coppie, cordate tra loro eventualmente in gruppi e sottogruppi, costituiscono il nucleo del cavo. Il nucleo del cavo viene protetto con una guaina di materiale plastico e, se necessario, armato. L'attenuazione è proporzionale al prodotto della resistenza dei conduttori per la capacità esistente tra i conduttori e cresce con la lunghezza della tratta e con la gamma di frequenze occupata dal segnale. Per diminuire l'attenuazione bisogna quindi diminuire la resistenza, aumentando il diametro dei conduttori, e diminuire la capacità, aumentando la distanza tra i conduttori e quindi lo spessore dell'isolante. Tutto ciò rende il cavo più costoso e più voluminoso, un parametro che nei cavi ad alto numero di coppie comporta una posa più difficoltosa e costosa. Un parametro significativo di questi tipi di cavo è lo "spazio coppia" che dà la misura di quante coppie ci possono stare in un dato diametro e quindi quanti canali poter far viaggiare con lo stesso.

#### Cavo a coppie in carta
Sono ancora utilizzati, ma praticamente non più prodotti salvo necessità manutentive, cavi a coppie in cui l'isolante è costituito da carta e aria secca (aria priva di umidità). Con nulla interposto tra i conduttori la capacità risulterebbe la minima possibile, bisogna però non far venire in contatto tra loro i conduttori. Il sistema utilizzato è quello di avvolgere ciascun conduttore con un sottile nastro di carta purissima in maniera lasca tanto da garantire statisticamente la distanza voluta tra i conduttori. Quanta meno carta si mette nello spazio occupato dalle coppie, garantendo però che i conduttori non vengono in contatto, tanto meno si peggiora le caratteristiche dielettriche dello spazio tra i conduttori. Per caratterizzare questo fatto si parla di "densità della carta" nello spazio disponibile.
Per i cavi destinati alla rete telefonica interurbana, dove è richiesta una bassa attenuazione, per diminuire la capacità e quindi tenere più distanti i conduttori, senza con questo aumentare la quantità di carta occorrete, si avvolge sul conduttore un ritorto di cellulosa e poi un nastro di carta. Una volta costruito il nucleo, per togliere l'umidità lo si essicca in una autoclave dove si cerca di praticare il vuoto. Così facendo non solo si facilita l'evaporazione ma si estrae anche tutta l'umidità possibile.
Il nucleo deve essere protetto da un tubo di piombo ermetico e tenuto sotto pressione di aria secca per evitare che si umidifichi nuovamente. Una volta installato il cavo, tutta la rete va tenuta sotto pressione di aria secca; in questo modo anche in presenza di eventuali falle, l'umidità o acqua non può entrare in rete, evitando così la compromissione della capacità trasmissiva della rete. Inoltre il caratteristico sibilo dell'aria in pressione che fuoriesce, rilevato in superficie da apposite apparecchiature, consente la rapida individuazione del punto di guasto e quindi la riparazione.

#### Cavo a coppie in materiale plastico
Nella maggior parte di cavi l'isolamento è realizzato con materiale plastico, applicato sul conduttore per estrusione. Il PVC è adoperato quasi esclusivamente nelle reti telefoniche interne, per la rete urbana e interurbana si adopera il polietilene, che però ha caratteristiche dielettriche peggiori di quelle della carta e aria secca, e perciò lo spazio coppia risulta maggiore. Per ridurre questo divario si cerca di insufflare chimicamente nello spessore dell'isolante dell'aria (polietilene espanso). Per rendere poi il materiale impermeabile all'umidità, che potrebbe costituire una via per le scariche elettriche, sullo strato di polietilene espanso si applica in coestrusione uno strato di polietilene compatto (foam skin). Se si teme che durante l'esercizio il cavo interrato, per effetto di qualche falla, dovesse essere invaso da acqua che si propagherebbe lungo il cavo nello spazio tra coppia e coppia (aree stellate), il nucleo del cavo viene impregnato con speciali tamponanti o fasciato con nastri che in presenza di acqua si espandono tamponando così la falla, e sigillato con un nastro longitudinale (accoppiato alluminio-polietilene) saldato a coprigiunto.
La distorsione nella trasmissione dei segnali è dovuta essenzialmente alle irregolarità nella geometria della coppia. A tal fine il conduttore di rame deve essere di materiale purissimo, uniformemente ricotto in modo che l'allungamento dovuto alla tensione applicata durante la costruzione, venga mantenuto il più limitato e uniforme possibile per tutta la lunghezza del conduttore. L'isolante deve essere centrato rispetto al conduttore e di spessore possibilmente costante. Durante il processo di coppiatura l'anima non deve subire torsioni che, inducendo tensioni residue localizzate, comprometterebbero la disposizione parallela con l'anima gemella; tutto ciò richiede macchinari sofisticati e costosi, perciò il grado di accuratezza va dosato in base alle effettive necessità per mantenere limitati i costi di lavorazione.
L'interferenza invece è dovuta alla presenza di altri segnali in prossimità della coppia. Nei cavi multicoppia, elementi interferenti sono le coppie contigue le cui anime si comportano come antenne trasmittenti verso l'anima della coppia in esame, che si comporta come un'antenna ricevente. L'effetto dell'accoppiamento di questi segnali si somma man mano che si procede lungo il cavo. Entro certi limiti si può rendere meno forte questo fenomeno sfalsando opportunamente i passi di binatura delle coppie contigue, in modo che i vari accoppiamenti si presentino di segno opposto nei vari tratti delle anime elidendosi. Oltre questi limiti è opportuno schermare le coppie singolarmente. Uno strato di rame o alluminio sulla coppia (schermatura) la rende impenetrabile ai segnali esterni. La schermatura può essere realizzata avvolgendo sulla coppia un sottile nastro di rame o alluminio, si ha in questo caso un inevitabile irrigidimento della coppia; dove ciò non è accettabile si procede effettuando la schermatura intrecciando una calza di fili di rame o alluminio intorno all'anima. Una schermatura sul nucleo del cavo, ove la densità dei fili di rame è dettata dal grado di schermatura che si vuole ottenere, serve a ridurre l'effetto di segnali esterni al cavo.
Una variante della coppia è la quarta, cioè un elemento ottenuto cordando tra loro quattro anime in cui si individuano due coppie ognuna costituita dalle due anime opposte. Le due coppie così individuate possono essere adoperate come un'altra coppia detta "coppia virtuale". Un ultimo caso è quello di due coppie cordate tra loro come se fossero le anime di una coppia "bicoppia DM". Quarte, coppie virtuali, bicoppie DM si adoperano in casi particolari.
In un cavo a coppie, che può raggiungere il numero di 2400 coppie, diventa importante poter individuare e distinguere dalle altre ciascuna anima, soprattutto nei punti di giunzione o attestazione del cavo. Si fa fronte a questa necessità usando opportune combinazioni per i colori delle anime, oltre eventualmente a nastrini colorati o numerati che avvolgo le coppie, i sottogruppi e i gruppi distinguendoli tra loro.
Oltre certe distanze e al di là di certe frequenze non è più economico e/o possibile adoperare cavi a coppie e bisogna quindi passare ad un altro tipo di supporto.

### Cavi coassiali

Schema di un cavo coassiale.

I cavi coassiali sono costituiti da uno o più tubi coassiali cordati insieme.
Un tubo coassiale è costituito da un conduttore interno costituito da un filo unico di rame coassiale a un tubo di rame che funge da secondo conduttore. Il campo elettromagnetico si propaga entro il tubo. L'attenuazione che dipende dal prodotto resistenza per capacità è tanto più piccola quanto più grande è la dimensione del tubo; aumentando le dimensioni del tubo diminuisce la resistenza dei conduttori e anche la capacità che è funzione della distanza tra il conduttore interno e il tubo. La capacità dipende anche dall'isolante interposto tra i due tubi, l'ideale sarebbe che tra il conduttore e il tubo non ci fosse interposto niente, occorre però metterci qualcosa che tenga il conduttore interno coassiale col tubo. Le soluzioni adottate dipendono dalle dimensioni del tubo e perciò dall'attenuazione accettabile.
Per i tubi più grossi la coassialità del conduttore interno è garantita da una serie di anellini di polietilene coassiali con il conduttore interno e su cui si appoggia il tubo esterno. Questi anelli possono essere infilati attraverso una fessura praticata in essi al conduttore. Possono essere anche realizzati per stampaggio direttamente sul conduttore mediante una macchina ad iniezione, facendo avanzare il conduttore a tratti per dare in tempo alla pressa ad iniezione di stampare una serie di anelli e poi aprirsi per lasciar avanzare il conduttore di un passo. In entrambi i casi lo spessore degli anelli e il loro numero per metro è il minimo necessario per avere una struttura meccanicamente stabile. Questi cavi vengono adoperati nella rete interurbana e prima dell'avvento della fibra ottica costituivano il principale mezzo per interconnettere le città.
Per i tubi medi si adotta una soluzione a salsicciotto, con un tubo di polietilene di spessore molto inferiore alla distanza tra conduttore interno e tubo, che viene fatto aderire per un tratto al conduttore interno, per un altro contiguo al conduttore esterno. I tubi medi sono stati adoperati sulla rete telefonica interurbana per l'interconnessione di centrali a breve distanza.
Per i tubi più piccoli, tra conduttore e tubo esterno è applicata per estrusione una guaina isolante su cui si appoggia il conduttore esterno, realizzato in alcuni casi da polietilene espanso le cui bolle d'aria sortiscono l'effetto di diminuirne la densità con benefici sull'attenuazione. Il tubo esterno è costituito da un nastro di rame applicato longitudinalmente. Quando la rigidità del tubo coassiale con nastro di rame non è accettabile, come negli impianti interni, il tubo esterno è costituito da una calza di rame intrecciata con la densità richiesta dalle caratteristiche elettriche che deve avere il tubo.
I cavi microcoassiali sono adoperati essenzialmente negli impianti interni per interconnettere apparecchiature che trattano segnali a larga banda come antenne ad apparecchi televisori.
Nella rete urbana italiana non si usano cavi coassiali, si possono trovare in stati come Germania, Svizzera e USA, dove già prima dell'avvento delle fibre ottiche era diffuso il servizio di televisione via cavo.